# Nematops microstoma
Nematops microstoma är en fiskart som beskrevs av Günther, 1880. Nematops microstoma ingår i släktet Nematops och familjen flundrefiskar. Inga underarter finns listade i Catalogue of Life.